# ティモシー・グラブ
ティモシー・グラブ（Timothy Grubb、1954年5月30日 - 2010年5月11日）は、イギリスの馬術選手。リンカンシャーのグランサム出身。
1984年のロサンゼルスオリンピックで馬術競技障害飛越団体で銀メダルを獲得した。1992年にもバルセロナオリンピック代表に選ばれたがメダル獲得はならなかった。1994年にアメリカ国籍を取得し、同年の世界選手権などにアメリカ代表として出場した。
引退後は馬の販売業を営んでいた。2010年イリノイ州のパリスにてうっ血性心不全で55歳で亡くなった。